# Фионг Ань Чан
Фионг Ань Чан (нар. 1999, Черкаси) — українська дівчина-вундеркінд, математик. Вивела формулу для знаходження спільних елементів для декількох груп послідовностей.

## Біографія
За національністю в'єтнамка. Народилася у Черкасах у сім'ї емігрантів з В'єтнаму. Її батьки є приватними підприємцями. Закінчила Черкаський фізико-математичний ліцей. Друзі та однокласники звали її на український манір Анею. Під час навчання в ліцеї була призером олімпіад з математики різних рівнів та конкурсу-захисту наукових робіт Малої академії наук. Крім того Фионг Ань є неодноразовим призером олімпіад з англійської мови та призером міжнародного мовного конкурсу ім. Петра Яцика..
Фионг Ань Чан досліджувала властивості фігурних чисел і змогла вивести формулу для знаходження спільних елементів для декількох груп послідовностей, над якою свого часу працювали такі відомі математики, як П'єр Ферма і Блез Паскаль. Її відкриття може бути використане в різних сферах наук, наприклад, у криптографії та комп'ютерних науках, біоінженерії та нанофізиці.
У 2016 році вона стала призером міжнародного науково-технічного конкурсу молодих вчених «Intel ISEF» у категорії «Математика» в американському місті Фенікс. Отримала спеціальний приз від Американського математичного товариства Після перемоги на конкурсі її стали запрошувати спікером на різноманітні наукові конференції та мотиваційні заходи для молоді.
У 2016 році поступила в Інститут прикладного системного аналізу при Київському політехнічному інституті.